# Kurt Schneider (Mordopfer)

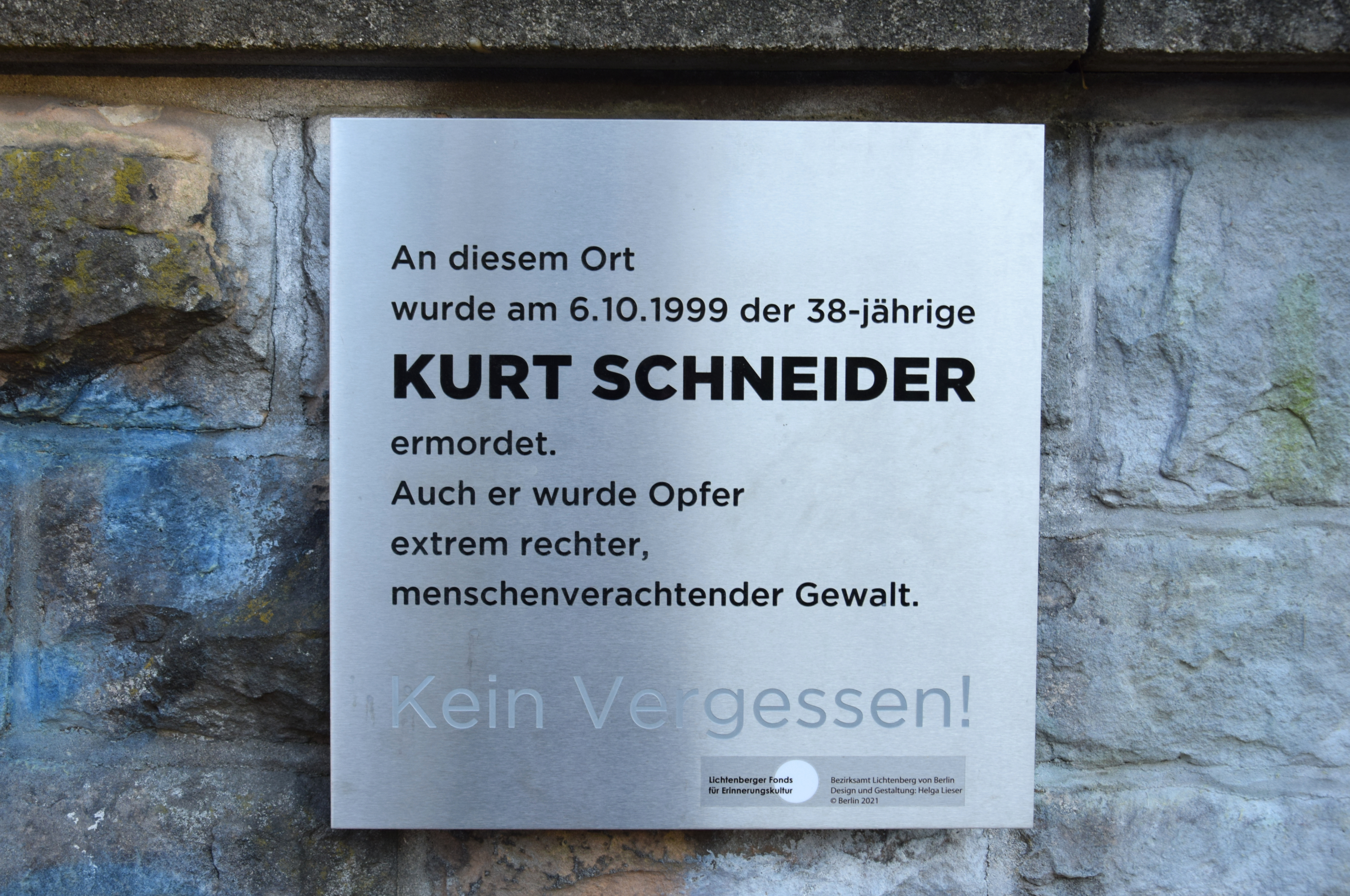
Gedenktafel für Kurt Schneider am Eingang des ehemaligen Urnenhains am Hoenerweg

Kurt Schneider (* 1. September 1961 in Königs Wusterhausen; † 6. Oktober 1999 in Berlin) war gelernter Maurer. Bis 1994 lebte er bei seiner Mutter in einer Kleinstadt in Brandenburg, dann zog er nach Berlin-Lichtenberg. In der Nacht zum 6. Oktober 1999 wurde er von einer Gruppe Neonazis aus sozialdarwinistischen Motiven ermordet.

## Tathergang
Die Gruppe Neonazis wurden bei ihrer Abendtour mit dem Ausgangsort Café Germania, einer der vielen Neonazikneipen des Berlins der 90er Jahre, auf den 38-Jährigen aufmerksam. Bereits zuvor hatte die Gruppe Passanten bedroht und attackiert und wurde dabei beobachtet, wie sie den Hitlergruß machten. Die Neonazis forderten von Kurt Schneider Geld, traktierten ihn mit Schlägen und Tritten und ließen ihn schwer verletzt im ehemaligen Urnenhain am Hoenerweg liegen. Wenig später kamen sie zurück und töteten ihn mit einem mitgebrachten Messer sowie Tritten gegen Kopf und Körper.

## Ermittlungen
Vier Neonazis wurden am nächsten Tag in einer Wohnung im Hoenerweg festgenommen. Eine Spur von Blut und Bierflaschen, die vom Tatort direkt zur Wohnung einer der Täter führte, sowie die Mordwaffe, die aus dem Fenster in den Innenhof geworfen wurde, führten die Ermittler zu ihnen. Die Neonazis waren teilweise einschlägig vorbestraft und rechneten sich unter anderem den sogenannten „Hammerskins“ zu. Ob die Gruppe tatsächlich in Hammerskin-Strukturen eingebunden war, ist ungeklärt: Der Hintergrund wurde von Polizei und Staatsanwaltschaft nicht systematisch untersucht. Es wurden jedoch bei Durchsuchungen Bekleidungsgegenstände mit der Aufschrift „Hammerskin Nation“ bei einem der Täter gefunden.
Vor Gericht wurde ein politischer Hintergrund der Tat zunächst ausgeschlossen und ein Raubmord im „Trinkermilieu“ vermutet, obwohl der vorsitzende Richter auf die rechte Gesinnung der Täter verwies. Das Landgericht Berlin verurteilte im April 2000 die beiden 23-jährigen Täter zu lebenslangen Freiheitsstrafen. Die beiden anderen Angeklagten, 18 und 19 Jahre alt, wurden nach Jugendstrafrecht zu acht beziehungsweise achteinhalb Jahren Haft verurteilt. Der vorsitzende Richter sah kein rechtsextremes Motiv und so wurde der Fall bis 2018 nicht als rechter Mord kategorisiert. Auch für Berlins ehemaligen Innensenator Frank Henkel handelte es sich bei der Tat nicht um ein Tötungsdelikt des Phänomenbereiches PMK-rechts, da es sich lediglich um eine „Verdeckungstat“ gehandelt habe, um den zuvor begangenen Raub zu vertuschen.
Im Jahr 2015 gab das Berliner Landeskriminalamt eine Studie in Auftrag, die den politischen Hintergrund mehrerer Verdachtsfälle rechter Tötungsdelikte untersuchen sollte. Das Zentrum für Antisemitismusforschung der Technischen Universität Berlin veröffentlichte 2018 die Ergebnisse dieser Studie, aufgrund derer Kurt Schneider als Todesopfer rechter Gewalt nachgemeldet wurde.

## Gedenken

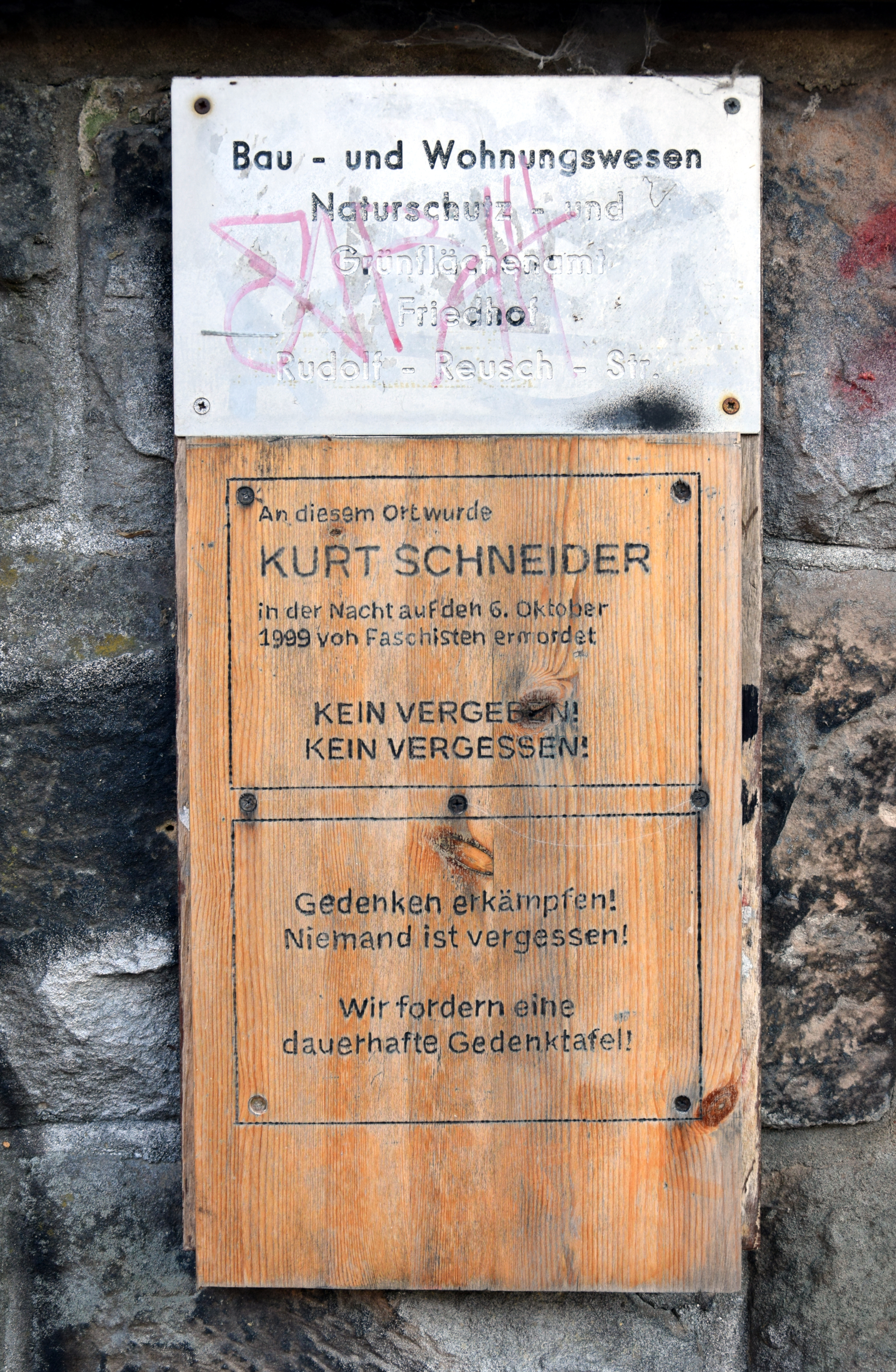
Provisorische Gedenktafel am Parkeingang

Am 6. Oktober 2019 kam es im Rahmen des 20. Todestages von Kurt Schneider und der Neukategorisierung des Mordfalls im Vorjahr das erste Mal zu einer Gedenkkundgebung in Erinnerung an Kurt Schneider. Auch in den Folgejahren kam es zu Kundgebungen und Gedenkaktionen. Aus dem Initiativkreis dieses Gedenkens entwickelte sich die politische Forderung nach einem Gedenkort für Kurt Schneider. In der Bezirksverordnetenversammlung fand die Forderung Unterstützung und so wurde in der Sitzung vom 8. Oktober 2020 die Unterstützung zugesichert. Am 17. August 2021 wurde eine Gedenktafel am ehemaligen Urnenhain durch den Bezirk eingeweiht.